# 罗兰维尔
罗兰维尔（法語：Rollainville，發音：[ʁɔlɛ̃vil] ⓘ）是法国大東部大區孚日省讷沙托区的一个旧市镇。2025年1月1日，罗兰维尔并入讷沙托，并成为了讷沙托的委派市镇。

## 地理
罗兰维尔（48°21'43"N, 5°44'20"E）面积8.13 平方千米，位于法国大東部大區孚日省，该省份为法国东北部内陆省份，北起默兹省和默尔特-摩泽尔省，西接上马恩省，南至上索恩省和贝尔福地区省，东临上莱茵省和下莱茵省。
与罗兰维尔接壤的市镇（或旧市镇、城区）包括：巴维尔、塞尔蒂约、讷沙托、勒伯维尔、鲁夫尔拉谢蒂沃、苏洛斯苏圣埃洛夫、武克塞。
罗兰维尔的时区为UTC+01:00、UTC+02:00（夏令时）。

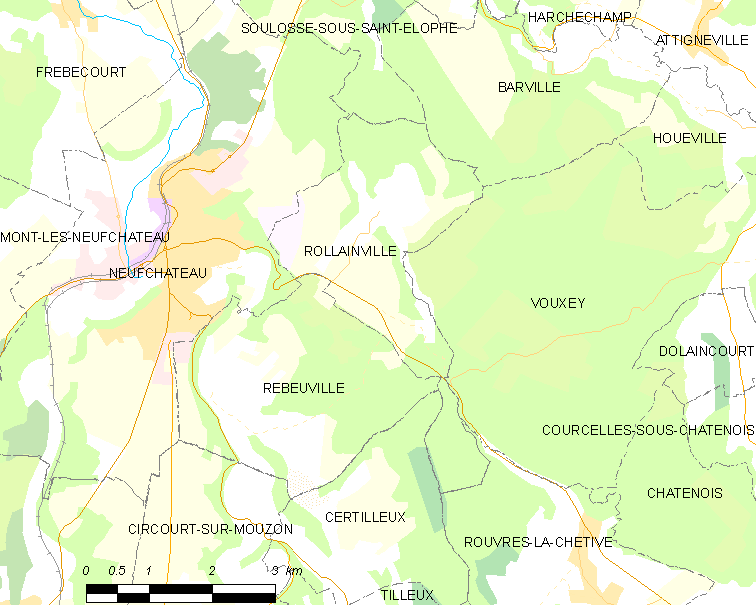
罗兰维尔的OSM定位图

## 行政
罗兰维尔的邮政编码为88300，INSEE市镇编码为88393。

## 政治
罗兰维尔所属的省级选区为讷沙托县。

## 人口

1962-2008年间罗兰维尔人口变化图示

罗兰维尔于2022年1月1日时的人口数量为306人。